# دنی روخا دوس سانتوس
دنی روخا دوس سانتوس (به پرتغالی: Denni Rocha dos Santos) هافبک اهل برزیل است که در شهر ریودو ژانیرو و در تاریخ ۲۱ اوت ۱۹۸۲ به دنیا آمده‌است.
دنی روخا دوس سانتوس در تیم‌های فوتبال Santo André سابقهٔ حضور دارد.